# Indische Badmintonmeisterschaft 1975/76
Die Indische Badmintonmeisterschaft der Saison 1975/76 fand vom 10. bis zum 17. Januar 1976 in Vallabh Vidyanagar statt. Es war die 40. Austragung der nationalen Titelkämpfe im Badminton in Indien.

## Sieger und Finalisten
| Disziplin    | Gold                      | Silber                       |
| ------------ | ------------------------- | ---------------------------- |
| Herreneinzel | Prakash Padukone          | Davinder Ahuja               |
| Dameneinzel  | Ami Ghia                  | Morin Mathias                |
| Herrendoppel | Suresh Goel Leroy D’sa    | Prakash Padukone Asif Parpia |
| Damendoppel  | Ami Ghia Morin Mathias    | Latha Kailash Naureen Padua  |
| Mixed        | Suresh Goel Morin Mathias | Pushpa K. M. Kiron           |